# التهاب صفاق
پریتونیت (به انگلیسی: Peritonitis) به معنی التهاب صفاق است. علل پریتونیت متفاوت است. پریتونیت می‌تواند اولیه (بدون علت قابل تشخیص) یا ثانویه (به دلایلی مانند تروما، جراحی یا آلودگی با محتویات روده) باشد. پریتونیت اولیه اغلب همراه با آسیت است. پریتونیت می‌تواند سلی باشد. از داروهای مورد استفاده در پریتونیت اولیه کوتریموکسازول است.

## علائم
بیماران مبتلا به این بیماری معمولاً درد ثابت، سفتی شکم، درد منتشر شکمی، کاهش فشار خون، تاکی‌کاردی سینوسی، تب، گاه تهوع و استفراغ، اسهال یا سرفه دارند. در معاینه اغلب بیماران حساسیت منتشر، کاهش صداهای روده‌ای، ریباند تندرنس و گاردینگ شکم غیرارادی دارند.

## عوارض جانبی
عوارض جانبی این بیماری به شکل زیر است:
- جداسازی مایع و الکترولیت‌ها به علت کاهش فشار وریدی مرکزی ممکن است منجر به اختلالات الکترولیتی و همچنین هیپوولمی شود که احتمالا منجر به شوک و نارسایی حاد کلیه می‌شود.
- آبسهٔ صفاقی نیز ممکن است ایجاد شود.
- سپسیس یا عفونت خون هم ممکن است گسترش یابد، بنابراین آزمایش خون باید انجام شود.
- پریتونیت پیچیده نیز معمولاً شامل ارگان‌های متعدد در دیگر نقاط بدن خواهد شد.[۱]